# Folke Wassén
Folke Viktor Wassén (Gotemburgo, 18 de abril de 1918 — Frölunda, 22 de outubro de 1969) foi um velejador sueco, medalhista olímpico. Ele competiu nos Jogos Olímpicos de Verão de 1952 na classe 5.5 Metre e conquistou a medalha de bronze a bordo do Hojwa, ao lado de Carl-Erik Ohlson e Magnus Wassén. Durante toda sua carreira profissional, foi membro da Göteborgs Kungliga Segelsällskap.